# 勝岡将斗
勝岡 将斗（かつおか まさと、1996年7月3日 - ）は、日本の元男子バレーボール選手である。

## 来歴
広島県福山市出身。兄の影響を受けて小学1年生の頃バレーボールを始める。
崇徳高等学校を経て、2015年、大阪産業大学に進学。2017年、U23日本代表に選出され、アジアU-23選手権に出場。チームの準優勝に貢献し、自身もベストアタッカー賞を受賞した。同年の世界U-23選手権にも出場した。
2018年、ウルフドッグス名古屋の入団内定となる（内定当時のチーム名は豊田合成トレフェルサ）。内定選手として2018-19シーズンのリーグ戦にも出場した。
2019年、大学卒業後、ウルフドッグス名古屋に入団。同年、ユニバーシアード日本代表としてユニバーシアード競技大会に出場した。
2024年4月、ウルフドッグス名古屋を退団。6月にウルフドッグス名古屋のバレーボールスクールコーチに、またヴィアティン三重女子とウルフドッグス名古屋の技術指導契約に伴いヴィアティン三重の特別コーチに就任した。

## 所属チーム
- 崇徳高等学校（2012-2015年）
- 大阪産業大学 （2015-2019年）
- ウルフドッグス名古屋（2019-2024年）

## 球歴
- U23日本代表
  - 世界U-23選手権 - 2017年
  - アジアU-23選手権 - 2017年
- ユニバーシアード競技大会 - 2019年